# Xã Taylor, Quận Columbia, Arkansas
Xã Taylor (tiếng Anh: Taylor Township) là một xã thuộc quận Columbia, tiểu bang Arkansas, Hoa Kỳ. Năm 2010, dân số của xã này là 1.596 người.